# Union des jeunesses travaillistes et libérales
L'Union des Jeunesses Travaillistes et Libérales (UJTL) est une organisation de jeunesse politique affiliée au Parti démocratique sénégalais (PDS). Elle constitue la branche jeunesse dudit parti, avec pour mission de le défendre et de lutter pour les intérêts politiques des jeunes libéraux sénégalais.

## Présentation
Créée pour encadrer l'engagement politique de la jeunesse libérale sénégalaise, l'Union des jeunesses travaillistes et ibérales (UJTL) est la principale structure de jeunesse du Parti démocratique sénégalais de l'ancien président Abdoulaye Wade. Son siège se trouve à Dakar. Considérée comme le fer de lance du Parti démocratique sénégalais, l'UJTL a pour rôle de mobiliser les jeunes militants sur toute l'étendue du territoire sénégalais pour les intérêts du parti en vue des échéances électorales, puis de les sensibiliser et à s'intéresser aux questions liées au développement du Sénégal,,.

## Branche et activismes
L'une des sous-branches de l'UJTL est le Mouvement des élèves et étudiants libéraux (MEEL) avec lequel elle coordonne les activités de mobilisation,. En plus de ses activités de sensibilisation et de mobilisation des bases militantes, l'UJTL intervient souvent dans le débat politique sénégalais pour demander une représentation massive des jeunes libéraux au sein des instances décisionnelles politiques comme l'Assemblée nationale.  L'UJTL dénonce également la mise à l'écart des jeunes dans le choix des représentants du Parti démocratique sénégalais pour les échéances éléctorales,. 

## Gouvernance
L'Union des jeunesses travaillistes et libérales est dirigée par un secrétaire général national. A la suite de Toussaint Manga, c'est Franck Daddy Diatta qui occupe depuis 2021 le poste de sécrétaire général national de l'UJTL,.